# Elvan (Gestein)

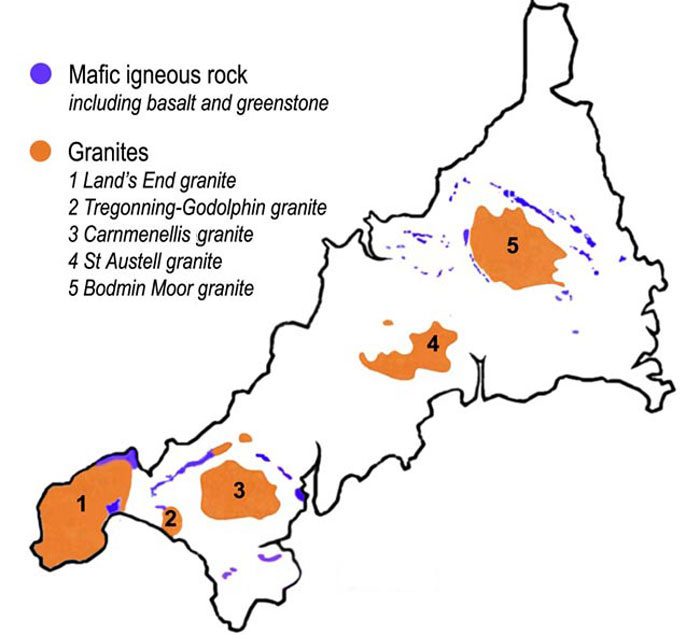
Fundorte von Elvan oder Greenstone (blau)

Elvan ist eine lokale Bezeichnung für eine Gesteinsart, die hauptsächlich im Südosten von Cornwall zu finden ist und zu den Quarzprophyren gehört. Ein anderer Oberbegriff für diese Gesteinsart ist Rhyolith. Es gibt auch Varianten mit Beimengungen von Turmalin sowie auch Quarz, die dann auch als Turmalinit bezeichnet werden. Es gibt diesen Stein mit weiteren Namensvarianten, die sich auch durch Farbe, Beschaffenheit und Beimengungen unterscheiden. Grundsubstanz für diese Gesteine ist ein Mineral namens Talk, das in der Mohsschen Härteskala den Härtegrad I hat und chemisch als Magnesium-Silizium-Verbindung charakterisiert ist - Mg3Si4O10(OH)2. Talk wird wegen seiner Beschaffenheit „soapstone“ oder auch Steatit genannt. Beimengungen von Fe, AL und F (Eisen, Aluminium und Fluor) kommen vor. Es handelt sich um ein magmatisches Gestein und um ein metamorphes Gestein. Auch auf der Seite der Grafschaft Devon werden Gesteine aus der Elvan-Gruppe gefunden.

## Varianten
Es gibt Gesteine, die als Greenstone zusammengefasst werden und in verschiedenen Farbvarianten auftreten., andere werden als Felsit bezeichnet, also eher helle und feinkörnige Gesteine.
Bekannte Greenstones sind:
- Polyphant Stone:  Ein wegen des Magnesium-Anteiles sich seifig anfühlender Stein, auch als Greenstone bezeichnet, wird in der Umgebung des Dorfes Polyphant abgebaut.[7]
- Catacleuse Stone:  der Name ist eine Umlautung des cornischen Begriffes „karrek loos“ in der Bedeutung „grauer Stein“, dabei Stein eher im Sinne von Fels zu verstehen (andere Variante: „carrek“ ist „Fels“ und „los“ für „grau“). Er wird als eine Variante des Greenstone auch Blue Elvan genannt und seit dem Mittelalter abgebaut.[8][9]

Ein bekanntes felsitisches Gestein ist:
- Pentewan Stone: Ein helles grauweißes bis cremegelbes Gestein von feinkörniger Beschaffenheit das auch nach dem Ort seiner Gewinnung in Pentewan bezeichnet wird[10]

Zudem werden auch nördlich von Sevenstones rosafarbene bis tiefrote teils weiche wie auch harte Elvan-Gesteine gefunden.

## Verwendung als Baumaterial

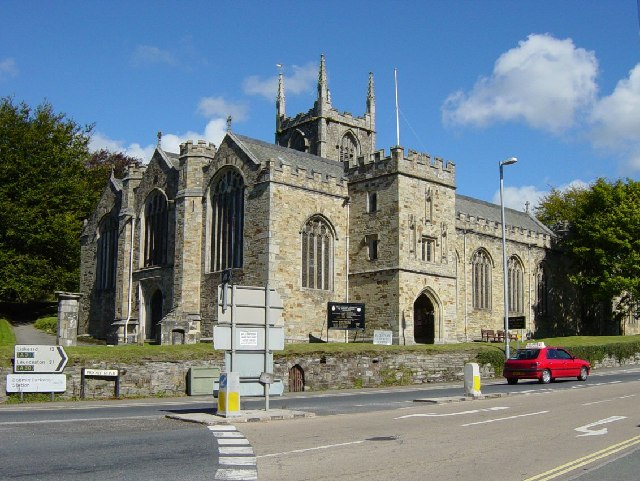
St Petroc's Church, Bodmin

In Bodmin wurde in der Kirche St Petrock die schwärzliche Variante des Elvan verbaut, nämlich der Catacleuse Stone. In Launceston wurde sowohl in der Burg Launceston Castle als auch für die Kirche St Mary Magdalene Polyphant Stone verarbeitet. Es gibt weitere Beispiele wie Truro Cathedral, Exeter Cathedral und Canterbury Cathedral. Auch einige Oghamsteine sind aus Elvan (s. u.).
Rote Gesteine werden industriell genutzt und in der Herstellung von Terrakotta und Backsteinen verwendet.